# Тарханка (приток Беденьги)
Тарханка — река в России, протекает в Тетюшском районе Татарстана. Правый приток Беденьги (бассейн Свияги). 
Длина реки 18 км, площадь водосборного бассейна 92,7 км². Берёт начало в лесном массиве вблизи границы с Ульяновской областью, в 2,5 км к юго-западу от села Бессоново. Течёт на северо-восток через село, через Верхние- и Большие Тарханы и поворачивает на север. Далее протекает через Нижние Тарханы, Старую Кульметьевку и чуть ниже последней деревни впадает в Беденьгу по правому берегу в 1,1 км от её устья. 
Основные притоки впадают справа, крупнейший из них — Армя. 
В селе Большие Тарханы реку пересекает автодорога Ульяновск — Тетюши. 
В бассейне реки также находятся село Кадышево и заброшенные посёлки Мемей и Тюкаши. 

## Данные водного реестра
По данным государственного водного реестра России относится к Верхневолжскому бассейновому округу, водохозяйственный участок реки — Свияга от села Альшеево и до устья, речной подбассейн реки — Волга от впадения Оки до Куйбышевского водохранилища (без бассейна Суры). Речной бассейн реки — (Верхняя) Волга до Куйбышевского водохранилища (без бассейна Оки).
Код водного объекта в государственном водном реестре — 08010400612112100002478.